# Église Notre-Dame de Marçon
L'église Notre-Dame est une église catholique située à Marçon, dans le département français de la Sarthe.

## Historique
L'église est construite au XIIe siècle, bien que l'existence d'une église à Marçon soit attestée dès le IVe siècle. L'édifice est fortement remaniée au XIIIe siècle, puis aux siècles suivants. L'église est inscrite au titre des monuments historiques le 6 janvier 1927. Au XVIIIe siècle, Jacques Julien Gasnier est titulaire de la chapelle de Saint-Mamers située dans l'église paroissiale de Marçon .